# Secrétaire d'État à la Justice
Le secrétaire d'État à la Justice (en anglais : Secretary of State for Justice), communément appelé Justice Secretary, est le ministre chargé de la justice dans le gouvernement du Royaume-Uni, à la tête du ministère de la Justice (Ministry of Justice). 

## Historique
La création de la fonction fait suite à l'abrogation du poste de secrétaire d'État aux Affaires constitutionnelles (Secretary of State for Constitutional Affairs), à l'origine destiné à exécuter les fonctions du lord grand chancelier au sein du département du lord chancelier (Lord Chancellor's Department). De ce fait, le secrétariat d'État à la Justice est l'une des fonctions ministérielles les plus récemment créées au Royaume-Uni.
Le 9 mai 2007, le département des Affaires constitutionnelles est aboli et le ministère de la Justice est créé à sa place. Ce dernier est également responsable de certaines fonctions transférées du Bureau de l'Intérieur (Home Office).

## Fonction
Le secrétaire d'État à la Justice est ex officio lord grand chancelier, titre hérité du secrétariat d'État aux Affaires constitutionnelles.

## Liste des secrétaires d'État à la Justice
| Nom | Nom | Nom              | Dates du mandat   | Dates du mandat   | Parti politique | Premier ministre |
| --- | --- | ---------------- | ----------------- | ----------------- | --------------- | ---------------- |
|     |     | Charles Falconer | 9 mai 2007        | 28 juin 2007      | Travailliste    | Tony Blair       |
|     |     | Jack Straw       | 28 juin 2007      | 11 mai 2010       | Travailliste    | Gordon Brown     |
|     |     | Kenneth Clarke   | 12 mai 2010       | 4 septembre 2012  | Conservateur    | David Cameron    |
|     |     | Chris Grayling   | 4 septembre 2012  | 9 mai 2015        | Conservateur    | David Cameron    |
|     |     | Michael Gove     | 9 mai 2015        | 14 juillet 2016   | Conservateur    | David Cameron    |
|     |     | Liz Truss        | 14 juillet 2016   | 11 juin 2017      | Conservateur    | Theresa May      |
|     |     | David Lidington  | 11 juin 2017      | 8 janvier 2018    | Conservateur    | Theresa May      |
|     |     | David Gauke      | 8 janvier 2018    | 24 juillet 2019   | Conservateur    | Theresa May      |
|     |     | Robert Buckland  | 24 juillet 2019   | 15 septembre 2021 | Conservateur    | Boris Johnson    |
|     |     | Dominic Raab     | 15 septembre 2021 | 6 septembre 2022  | Conservateur    | Boris Johnson    |
|     |     | Brandon Lewis    | 6 septembre 2022  | 25 octobre 2022   | Conservateur    | Liz Truss        |
|     |     | Dominic Raab     | 25 octobre 2022   | 21 avril 2023     | Conservateur    | Rishi Sunak      |
|     |     | Alex Chalk       | 21 avril 2023     | 5 juillet 2024    | Conservateur    | Rishi Sunak      |
|     |     | Shabana Mahmood  | 5 juillet 2024    | en cours          | Travailliste    | Keir Starmer     |